# Blackwell (Texas)
Pour les articles homonymes, voir Blackwell.
Blackwell est une petite ville des comtés de Nolan et de Coke, au Texas, aux États-Unis.
Sa population était de 311 habitants en 2010.